# Râul Dracu, Tărlung
Râul Dracu este un curs de apă, afluent al râului Tărlung. 